# José Nehin
José Nehin (13 d'octubre de 1905 - 16 de desembre de 1957) fou un futbolista argentí.

## Selecció de l'Argentina
Va formar part de l'equip argentí a la Copa del Món de 1934.